# Wiener Psychoanalytische Vereinigung
Die Wiener Psychoanalytische Vereinigung (WPV) war die erste psychoanalytische Organisation der Welt. Sie wurde am 15. April 1908 in Wien gegründet und war ein Gründungsmitglied der Internationalen Psychoanalytischen Vereinigung. Heute ist die WPV die größte psychoanalytische Gruppe in Österreich.

## Geschichte

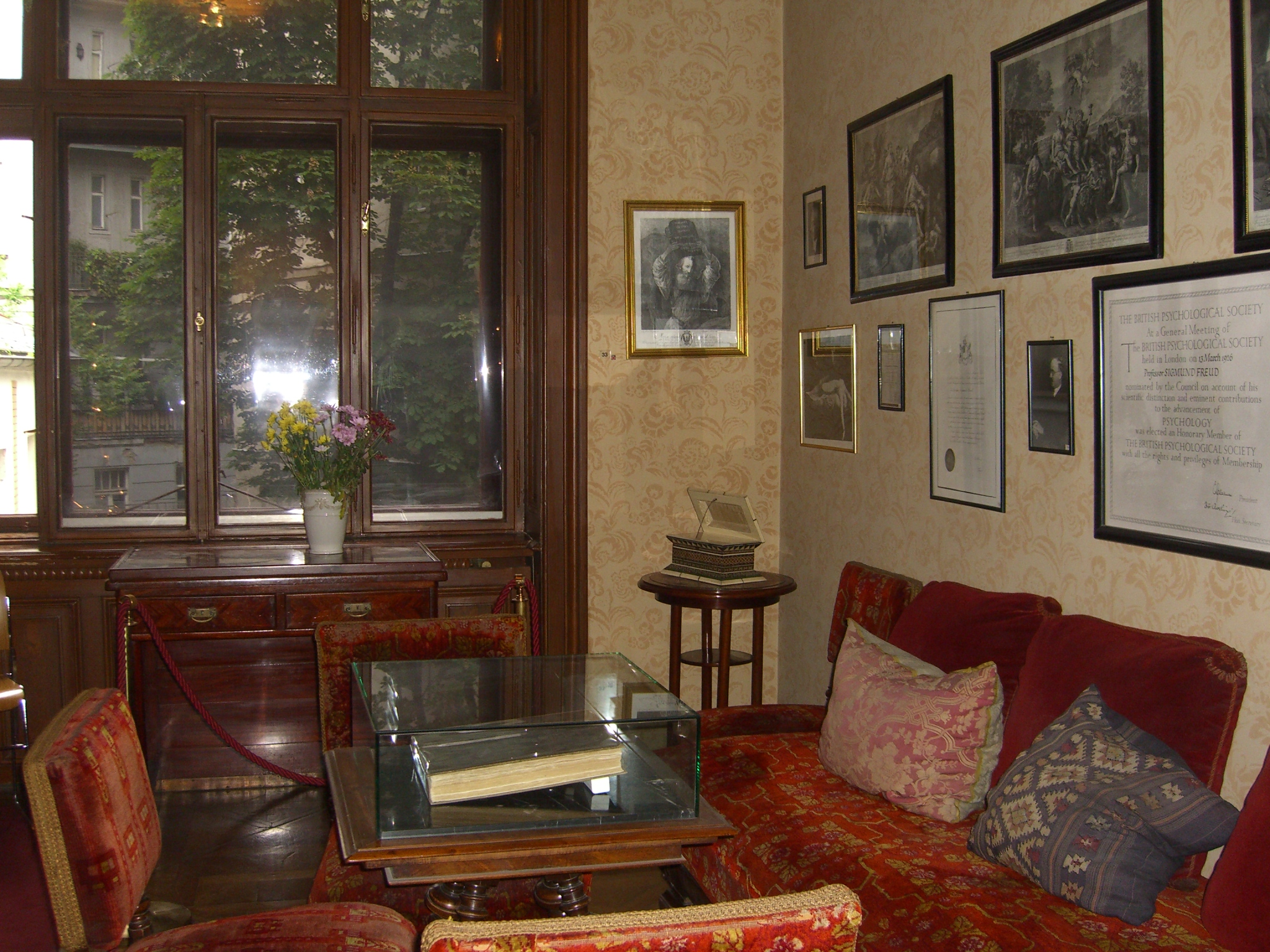
Das Wartezimmer in einer späteren Möblierung

Im Oktober 1902 schickte Sigmund Freud Postkarten an Alfred Adler,  Max Kahane,  Rudolf Reitler und Wilhelm Stekel und lud sie ein, in seinem Hause in der Berggasse 19 über seine Arbeit zu diskutieren. Sie kamen im Wartezimmer der Praxis Freuds zusammen, da dieses mit einem langen Tisch ausgestattet war. Die Sitzungen dieser somit ersten psychoanalytischen wissenschaftlichen Gesellschaft erhielten von den Teilnehmern den Namen Psychologische Mittwoch-Gesellschaft. Stekel, der für das Neue Wiener Tagblatt schrieb, veröffentlichte im Feuilleton dessen Sonntagsausgabe Berichte über die Sitzungen. Der 22-jährige Gewerbeangestellte Otto Rank, der von Freud ein Stipendium zur Erlangung der Hochschulreife erhielt, stellte sich 1906 mit seinem Manuskript „Der Künstler : Ansätze zu einer Sexual-Psychologie“ in der Gruppe vor und führte ab Herbst 1906 als bezahlter Sekretär das Sitzungsprotokoll. Diese Funktion hatte er bis 1915 inne. Unter den Mitgliedern dieser ersten Phase bis 1908 waren Max Graf mit einem Vortrag über Dichterpsychologie, der spätere Verleger Hugo Heller, Alfred Meisl, Paul Federn (ab 1903), Eduard Hitschmann (1905), Isidor Sadger (1906), Guido Brecher (1907), Maximilian Steiner und Fritz Wittels (1906). In der ersten Zeit spendierten sie sich in der Weihnachtszeit einen geselligen Abend.
Aus dieser Mittwoch-Gesellschaft ging 1908 die Wiener Psychoanalytische Vereinigung hervor, die deshalb gelegentlich auch als Wiener Psychoanalytische Gesellschaft bezeichnet wird. Die offizielle Gründung fand am 12. Oktober 1910 statt.
1910 wurde mit der Ärztin Margarete Hilferding die erste Frau in die Wiener Psychoanalytische Vereinigung gewählt.
1922 wurde Anna Freud in die Wiener Psychoanalytische Vereinigung aufgenommen, ihr Einführungsvortrag trug den Titel Schlagephantasie und Tagtraum, eine auf eigenen Erfahrungen beruhende Fallstudie zum Vater-Tochter-Verhältnis. 1925 wurde Grete Bibring-Lehner Mitglied der Wiener Psychoanalytischen Vereinigung. Von 1922 bis 1938 betrieb die Vereinigung eine eigene Einrichtung, das Wiener Psychoanalytische Ambulatorium.
Gegen die mit Professionalisierung einer neuen Therapierichtung verbundenen Folgen – wie dem Hervortreten von standespolitischen Belangen und geldwerten Vorteilen – hatte Freud Vorbehalte.
Die Vereinigung wurde im Juni 1938 nach dem Einmarsch deutscher Truppen im März 1938 in Österreich aufgelöst. Bei der letzten Vorstandssitzung am 20. März, an der Carl Müller-Braunschweig, Ernest Jones und Anna Freud teilnahmen, wurde beschlossen die Wiener Vereinigung in die „arisierte“ Deutsche Psychoanalytische Gesellschaft zu überführen und alle „Nichtarier“ auszuschließen. Zu diesem Zeitpunkt hatte die Vereinigung 68 Mitglieder. Die meisten von ihnen konnten ins Ausland fliehen. Viele von ihnen wurden an ihren neuen Wirkungsstätten zu prägenden Persönlichkeiten für die Entwicklung von Psychiatrie, Psychologie, Sozialarbeit und psychosomatische Medizin.
Otto Isakower, Mitglied der WPV, floh 1938 ins Exil nach Großbritannien, wie auch Sigmund und Anna Freud. Isakower arbeitete in Großbritannien gemeinsam mit Anna Freud an der Gesamtausgabe der „Gesammelten Werke“ ihres Vaters Sigmund Freud.
Die Neugründung der Vereinigung erfolgte am 10. April 1946. Bald darauf war sie auch wieder Mitglied der „Internationalen Psychoanalytischen Vereinigung“ und konnte ihre Lehrtätigkeit fortsetzen.
In Zusammenarbeit mit der Universitätsklinik für Psychoanalyse und Psychotherapie am Allgemeinen Krankenhaus Wien veranstaltet die WPV jährlich die Anna-Freud-Vorlesung in Wien.

## Vorsitzende
- 1908–11 Alfred Adler
- 1911–38 Sigmund Freud
- 1946–49 August Aichhorn
- 1949–57 Alfred Winterstein
- 1957–72 Wilhelm Solms-Rödelheim
- 1972–74 Alois Becker
- 1974–79 Harald Leupold-Löwenthal
- 1979–80 Wilhelm Solms-Rödelheim
- 1980–81 Harald Leupold-Löwenthal
- 1982–84 Peter Schuster
- 1985–93 Wolfgang Berner
- 1994–98 Wilhelm Burian
- 1999–2000 Krista Placheta
- 2000–05 Sylvia Zwettler-Otte
- 2005–08 Christine Diercks
- 2009–12 Elisabeth Skale
- 2013–15 Christine Diercks
- 2016–19 Hemma Rössler-Schülein[7]
- 2020–23 Renate Kohlheimer
- seit 2024 Wolfgang Oswald

## Wiener Psychoanalytisches Ambulatorium
Die WPV betrieb das Wiener Psychoanalytische Ambulatorium, das eine Vorreiterrolle in der psychotherapeutischen Versorgung im Wien der Zwischenkriegszeit einnahm. Es war am 22. Mai 1922 eröffnet worden. Leiter war Eduard Hitschmann. Stellvertretender Leiter war Wilhelm Reich, der dort von 1922 bis 1930 tätig war. Von 1924 bis 1930 leitete Reich zudem das Wiener Seminar für Psychoanalytische Therapie, wo man praktische Probleme der Behandlung systematisch erforschte. Der Aufbau des Ambulatoriums erfolgte gegen den Widerstand der Wiener Ärzteschaft und der zuständigen Behörden. Nach dem Anschluss Österreichs fiel es wie alle Einrichtungen der WPV dem Naziterror zum Opfer; es wurde zwangsweise geschlossen.
Aus einer seit 1991 betriebenen Beratungsstelle der WPV für Patientinnen und Patienten entstand 1999 das neue „Wiener Psychoanalytische Ambulatorium“.